# بيل كاري
بيل كاري (بالإنجليزية: Bill Carey)‏ هو كاتب أغاني وملحن أمريكي، ولد في 20 مايو 1916 في هوليستير في الولايات المتحدة، وتوفي في 27 يناير 2004 في لاغونا بيتش في الولايات المتحدة.

## وصلات خارجية
- بيل كاري على موقع IMDb (الإنجليزية)
- بيل كاري على موقع ميوزك برينز (الإنجليزية)
- بيل كاري على موقع أول ميوزيك (الإنجليزية)